# Joan Tomàs Gebellí Jové
Joan Tomàs Gebellí Jové   (Tarragona, 1964) és un alpinista, esquiador, pilot de ral·lis, i traumatòleg català.
Traumatòleg a l'hospital de Santa Tecla de Tarragona, i soci del Centre Excursionista Tarragona, ha format part de les expedicions que van tenir lloc el 1993 al Cho Oyu i al Shisha Pangma, a l'Himàlaia, el 1995 al Muztagh Ata, al Karakorum, i el 1997 i el 2000 a l'Everest, també a l'Himàlaia. Més enllà de la seva destacada participació en el món de l'alpinisme, Gebellí també ha participat en curses i competicions d'esquí de muntanya i en ral·lis de muntanya.